# 다우징

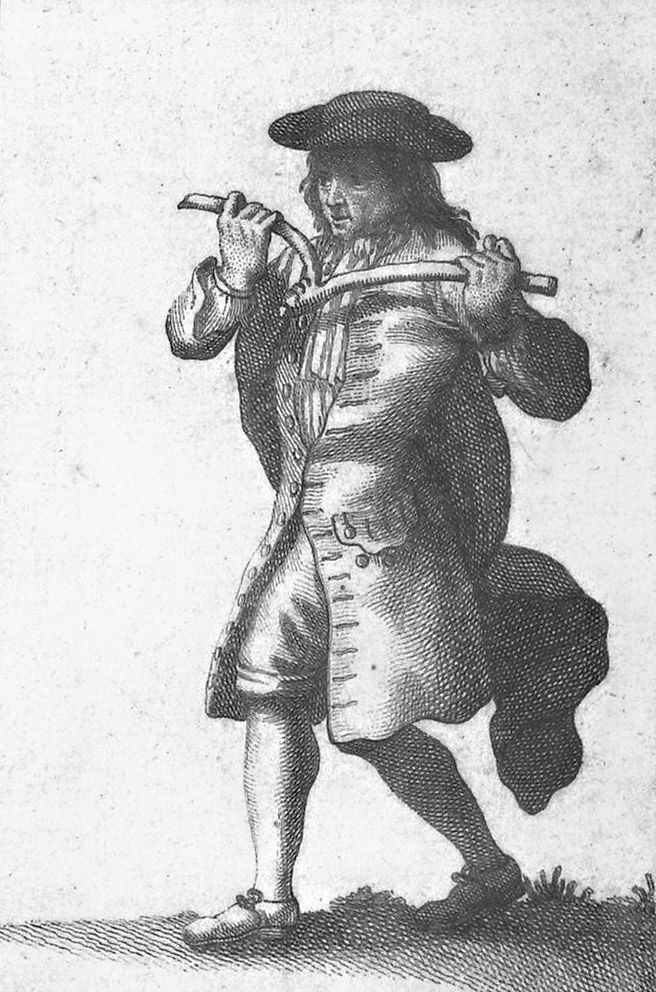
미신에 관해 다루는 18세기 프랑스 책에서 언급되는 다우저(dowser)

다우징(dowsing)은 과학적 수단을 사용하지 않고 지하수, 묻혀있는 금속이나 광석, 보석, 기름, 묘지, 그리고 수많은 물질들의 위치를 찾아내는 것을 시도하는 점복의 일종이다. 다우징은 의사과학으로 간주되며 무작위적 기회보다 더 효율적이라는 과학적 증거는 없다. 다우징을 하는 사람은 다우저(dowser)라고 부르며 이들은 무작위적으로 선별한 곳에서 물을 찾아낼 가능성이 높은 까닭에 종종 좋은 결과를 보인다.

## 장비
- Y로드(Y-Rods): 전통적으로 가장 일반적인 다우징 막대는 나무나 관목으로 구성된 Y 모양의 막대이다.
- L로드(L-Rods): 오늘날 수많은 다우저들은 한 쌍의 단순한 L모양의 금속 막대를 사용한다.